# Janik Jesgarzewski
Janik Jesgarzewski (* 26. Januar 1994 in Lingen) ist ein deutscher Fußballspieler, der beim SC Spelle-Venhaus spielt.

## Leben
Janik Jesgarzewski besuchte das Gymnasium Marianum in Meppen und legte dort sein Abitur ab; er ist Mitglied im Ehemaligen- und Förderverein des Marianums.

## Karriere
Jesgarzewski spielte im Jugendbereich zunächst für den SV DJK Geeste, bevor er 2004 in die Jugend des niederländischen Vereins FC Twente Enschede wechselte. Beim FC Twente hatte er in der zweiten Mannschaft auch seine ersten Einsätze im Erwachsenen-Fußball. Im Juli 2014 wechselte er zum SV Meppen in Regionalliga Nord. Mit diesem stieg er am Ende der Saison 2016/17 in die dritte Liga auf. Dort hatte er am 22. Juli 2017 im Heimspiel gegen die Würzburger Kickers seinen ersten Einsatz im Profifußball.
Im Sommer 2022 wechselte er in die Regionalliga Nord zum FC Teutonia 05 Ottensen, im Sommer 2023 zum Regionalligaaufsteiger SC Spelle-Venhaus.

## Erfolge
- Aufstieg in die 3. Liga 2017